# 普雷貝蒂科山脈

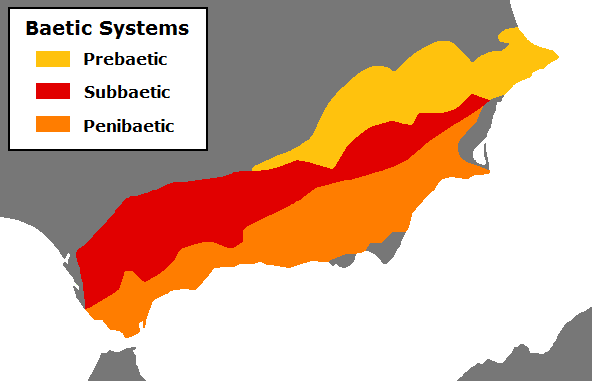

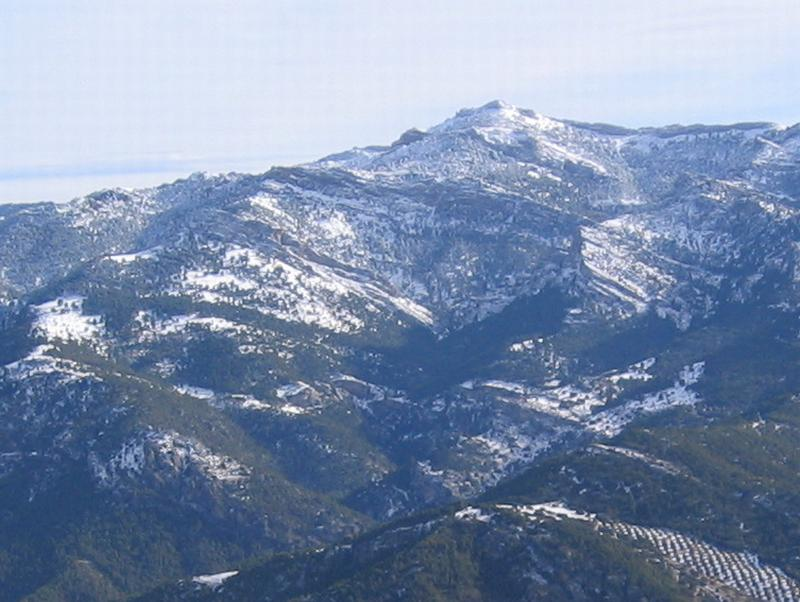

普雷貝蒂科山脈（西班牙語：Cordillera Prebética），是西班牙的山脈，處於伊比利亞半島南部，屬於貝蒂科山脈的一部分，長360公里、寬100公里，海拔高度2,382米，山體由片岩、花崗岩和板岩組成。

## 主要子山脈
子山脈從西至東如下︰
- 哈恩南山脈
- 馬希納山脈
- 拉薩格拉山脈
- 卡索爾拉山脈
- 塞古拉山脈
- 阿爾卡拉斯山脈
- 克雷維連特山脈
- 奧里韋拉山脈
- 卡略薩山脈
- 馬里奧拉山脈
- 卡拉斯克塔山脈
- 坎帕納峰
- 艾塔納山
- 邁格莫山脈
- 塞雷亞山脈
- 肖爾塔山脈
- 彭亞羅哈山脈
- 貝爾尼亞山脈
- 蒙特戈山